# Liste der Naturschutzgebiete in der Stadt Kiel
In Kiel gibt es drei Naturschutzgebiete.
| Name des Gebietes       | Bild           | Kennung | WDPA   | Landkreis / Stadt                       | Beschreibung / Bemerkungen | Standort | Fläche in Hektar | Datum der Verordnung |
| ----------------------- | -------------- | ------- | ------ | --------------------------------------- | -------------------------- | -------- | ---------------- | -------------------- |
| Mönkeberger See         | weitere Bilder | 192     | 378123 | Kreis Plön, Stadt Kiel                  |                            | Position | 50               | 17.12.2007           |
| Schulensee und Umgebung | weitere Bilder | 120     | 165468 | Kreis Rendsburg-Eckernförde, Stadt Kiel |                            | Position | 69               | 31.07.1986           |
| Tröndelsee und Umgebung | weitere Bilder | 70      | 82738  | Stadt Kiel                              |                            | Position | 24               | 26.09.1983           |

## Quelle
- www.schleswig-holstein.de,Liste Naturschutzgebiete (Version vom Januar 2016)
- Common Database on Designated Areas Datenbank, Version 14